# Каллісто Караваріо
Каллісто Караваріо (італ. Callisto Caravario; 1903 — 1930) — католицький святий, мученик, священник ордену салезіан.

## Біографія
Народився у 1903 році в околицях Турина. Навчався у салезіанській гімназії у Турині. У 1918 році вступив у новіціат ордену салезіан, а через рік прийняв чернечу обітницю. У 1924 році вирушив у місіонерську місію до Китаю. Служив у Шанхаї з єпископом Луїджі Версілья. У 1929 році висвячений на священника. 13 лютого 1930 року отець Каллісто разом з єпископом Луїжді вирушили до Ліньчоу. З ними разом поїхали троє дівчат-катехизаторок. 25 лютого група більшовицьких піратів зупинили човен єпископа, бажаючи забрати дівчат у рабство. Єпископ і отець Караваріо усіма силами намагалися перешкодити їм, через що були побиті та розстріляні. Дівчатам вдалося втекти.
У 1976 році папа Павло VI проголосив їх мучениками. У 1983 році вони були зараховані до лику блаженних, а 1 жовтня 2000 року папою Іваном Павлом II зараховані до лику святих у групі 120 китайських мучеників.